# Rajon Sarny
Der Rajon Sarny (ukrainisch Сарненський район/Sarnenskyj rajon; russisch Сарненский район/Sarnenski rajon) ist ein Rajon in der Oblast Riwne in der West-Ukraine. Zentrum des Rajons ist die Stadt Sarny.

Flagge des Rajons

## Geographie
Der Rajon liegt im Nordosten der Oblast und grenzt im Norden an den Belarus (Woblasz Brest, Rajon Stolin sowie Woblasz Homel, Rajon Leltschyzy), im Osten an den Rajon Korosten (in der Oblast Schytomyr), im Süden an den Rajon Riwne sowie im Westen an den Rajon Warasch.
Der Rajon ist im Osten und Süden stark bewaldet und wird vom Fluss Slutsch durchflossen.

## Geschichte
Der Rajon entstand am 17. Januar 1940 nach der Besetzung Ostpolens durch die Sowjetunion, kam dann nach dem Beginn des Deutsch-Sowjetischen Krieges im Juni 1941 ins Reichskommissariat Ukraine in den Generalbezirk Brest-Litowsk/Wolhynien-Podolien, Kreisgebiet Sarny und nach der Rückeroberung 1944 wieder zur Sowjetunion in die Ukrainische SSR. Er bestand dann in kleinerer Form bis zum 21. Januar 1959, als er um Teile der aufgelösten Rajone Stepan und Klessiw vergrößert wurde. Am 30. Dezember 1962 wurde der Rajon um den Rajon Rokytne vergrößert, dieser Zusammenschluss wurde allerdings am 4. Januar 1965 wieder rückgängig gemacht. Seit 1991 ist er ein Teil der heutigen Ukraine.
Am 17. Juli 2020 kam es im Zuge einer großen Rajonsreform zur Auflösung des alten Rajons und einer Neugründung unter Vergrößerung des Rajonsgebietes um die Rajone Dubrowyzja und Rokytne sowie kleinere Teile des Rajons Wolodymyrez (Landratsgemeinde Horodez).

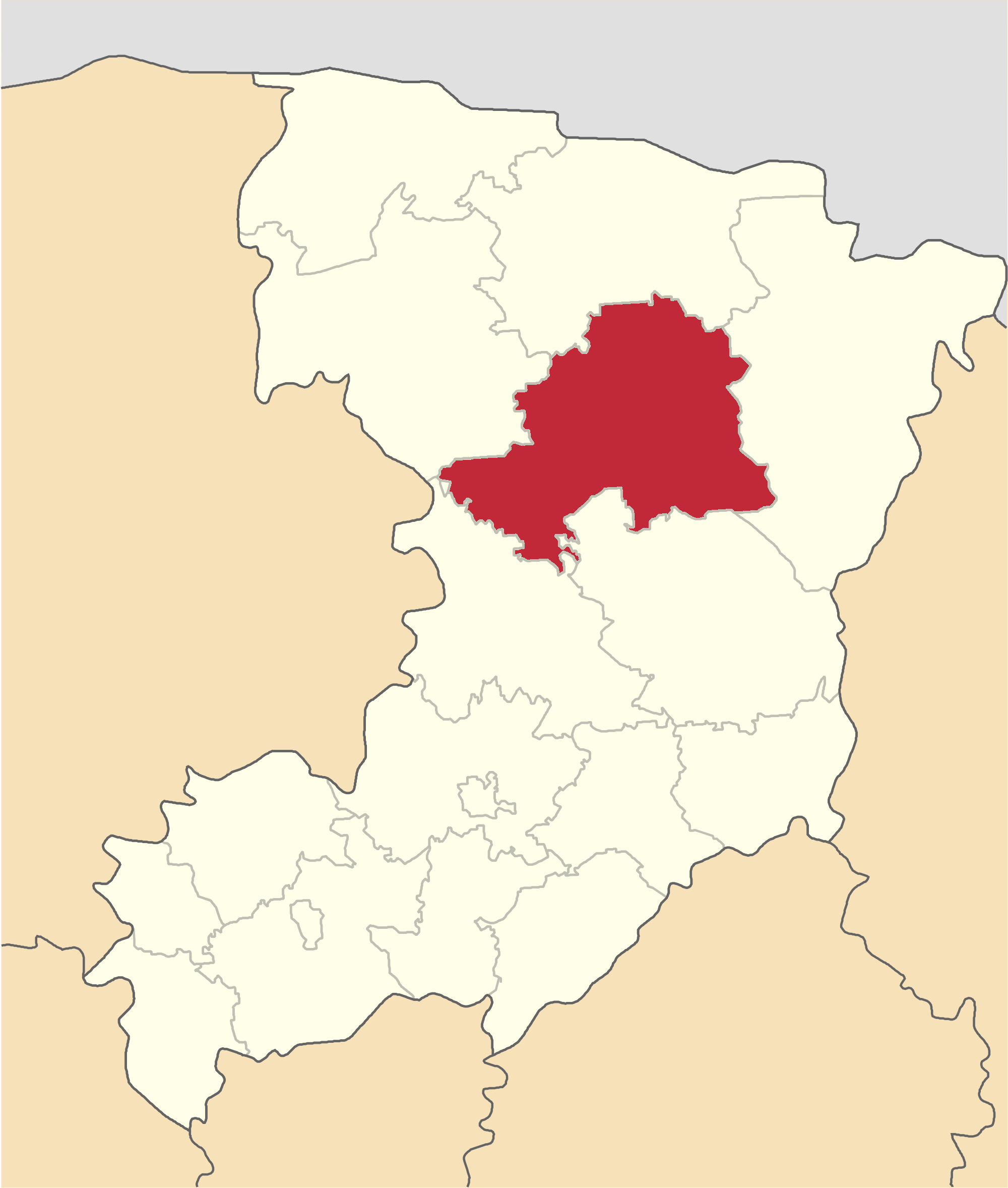
Rajonsgebiet bis Juli 2020
Rajonsgebiet ab Juli 2020

## Administrative Gliederung
Auf kommunaler Ebene ist der Rajon in 11 Hromadas (2 Stadtgemeinden, 3 Siedlungsgemeinden und 6 Landgemeinden) unterteilt, denen jeweils einzelne Ortschaften untergeordnet sind.
Zum Verwaltungsgebiet gehören:
- 2 Städte
- 4 Siedlungen städtischen Typs
- 157 Dörfer
- 2 Ansiedlung

Die Hromadas sind im Einzelnen:
- Stadtgemeinde Dubrowyzja
- Stadtgemeinde Sarny
- Siedlungsgemeinde Klessiw
- Siedlungsgemeinde Rokytne
- Siedlungsgemeinde Stepan
- Landgemeinde Beresowe
- Landgemeinde Myljatsch
- Landgemeinde Nemowytschi
- Landgemeinde Stare Selo
- Landgemeinde Wyry
- Landgemeinde Wyssozk

Bis Juli 2020 waren es 1 Stadtratsgemeinde, 1 Siedlungsratsgemeinde, 1 Siedlungsgemeinde, 14 Landratsgemeinden und 1 Landgemeinde, denen jeweils einzelne Ortschaften untergeordnet waren.
Zum Verwaltungsgebiet gehörten:
- 1 Stadt
- 2 Siedlungen städtischen Typs
- 61 Dörfer
- 3 Siedlungen

### Stadt
| Städte                   | Städte     | Städte   | Städte   |
| Name                     | Name       | Name     | Name     |
| ukrainisch transkribiert | ukrainisch | russisch | polnisch |
| ------------------------ | ---------- | -------- | -------- |
| Sarny                    | Сарни      | Сарны    | Sarny    |

### Siedlungen städtischen Typs
| Siedlungen städtischen Typs | Siedlungen städtischen Typs | Siedlungen städtischen Typs | Siedlungen städtischen Typs |
| Name                        | Name                        | Name                        | Name                        |
| ukrainisch transkribiert    | ukrainisch                  | russisch                    | polnisch                    |
| --------------------------- | --------------------------- | --------------------------- | --------------------------- |
| Klessiw                     | Клесів                      | Клесов (Klessow)            | Klesów                      |
| Stepan                      | Степань                     | Степань                     | Stepań                      |

### Dörfer
| Dörfer                   | Dörfer             | Dörfer                                      | Dörfer                                 | Dörfer               |
| Name                     | Name               | Name                                        | Name                                   | Gemeindezuordnung    |
| ukrainisch transkribiert | ukrainisch         | russisch                                    | polnisch                               | Gemeindezuordnung    |
| ------------------------ | ------------------ | ------------------------------------------- | -------------------------------------- | -------------------- |
| Biljatytschi             | Білятичі           | Белятичи (Beljatitschi)                     | Bielatycze                             | Ljubykowytschi       |
| Butejky                  | Бутейки            | Бутейки (Buteiki)                           | Butejki                                | Welyke Werbtsche     |
| Dowhe                    | Довге              | Долгое (Dolgoje)                            | Dołhe Załomy                           | Tutowytschi          |
| Dubky                    | Дубки              | Дубки (Dubki)                               | -                                      | Ljuchtscha           |
| Dubnjaky                 | Дубняки            | Дубняки (Dubnjaki)                          |                                        | Tschudel             |
| Dwirez                   | Двірець            | Дворец (Dworez)                             | Dworzec                                | Stepan               |
| Fedoriwka                | Федорівка          | Фёдоровка (Fjodorowka)                      | Teodorówka                             | Wyry                 |
| Hluschyzja               | Глушиця            | Глушица (Gluschiza)                         | Głuszyca                               | Ljuchtscha           |
| Hluschyzke               | Глушицьке          | Глушицкое (Gluschizkoje)                    | -                                      | Ljuchtscha           |
| Hranitne                 | Гранітне           | Гранитное (Granitnoje)                      | -                                      | Wyry                 |
| Hruschiwka               | Грушівка           | Грушевка (Gruschewka)                       | Żulnia                                 | Stepan               |
| Huta-Perejma             | Гута-Перейма       | Гута-Перейма (Guta-Pereima)                 | Huta Parejma                           | Nemowytschi          |
| Iwaniwka                 | Іванівка           | Ивановка (Iwanowka)                         | Janówka                                | Kostjantyniwka       |
| Jablunka                 | Яблунька           | Яблонька (Jablonka)                         | Jabłonka                               | Kusmiwka             |
| Jaryniwka                | Яринівка           | Ярыновка (Jarynowka)                        | Jarynówka                              | Remtschyzi           |
| Jasnohirka               | Ясногірка          | Ясногорка (Jasnogorka)                      | Jasnogórka                             | Selyschtsche         |
| Kalyniwka                | Калинівка          | Калиновка (Kalinowka)                       | Kolonja                                | Stepan               |
| Kamjane-Slutschanske     | Кам'яне-Случанське | Каменно-Случанское (Kamenno-Slutschanskoje) | Kamienne                               | Kamjane-Slutschanske |
| Karassyn                 | Карасин            | Карасин (Karassin)                          | Karasin                                | Klessiw              |
| Kateryniwka              | Катеринівка        | Катериновка (Katerinowka)                   | Katarzynówka                           | Nemowytschi          |
| Karpyliwka               | Карпилівка         | Карпиловка (Karpilowka)                     | Karpiłówka                             | Klessiw              |
| Klessiw                  | Клесів             | Клесов (Klessow)                            | Klesów                                 | Klessiw              |
| Kopyschtsche             | Копище             | Копище (Kopischtsche)                       | Kopiszcze                              | Remtschyzi           |
| Korost                   | Корост             | Корост                                      | Kurasz                                 | Korost               |
| Kostjantyniwka           | Костянтинівка      | Константиновка (Konstantinowka)             | Konstantynówka                         | Kostjantyniwka       |
| Krytschylsk              | Кричильськ         | Кричильск (Kritschilsk)                     | Kryczylsk                              | Krytschylsk          |
| Kusmiwka                 | Кузьмівка          | Кузьмовка (Kusmowka)                        | Kazimirka                              | Kusmiwka             |
| Ljubykowytschi           | Любиковичі         | Любиковичи (Ljubikowitschi)                 | Lubikowicze                            | Ljubykowytschi       |
| Ljuchtscha               | Люхча              | Люхча                                       | Luchcze                                | Ljuchtscha           |
| Male Werbtsche           | Мале Вербче        | Малое Вербче (Maloje Werbtsche)             | Werbcze Małe                           | Korost               |
| Marjaniwka               | Мар'янівка         | Марьяновка (Marjanowka)                     | Marjanówka                             | Ljubykowytschi       |
| Maslopuschtscha          | Маслопуща          | Маслопуща                                   | Masłpuszcza                            | Strilsk              |
| Melnyzja                 | Мельниця           | Мельница (Melniza)                          | Mielnica                               | Stepan               |
| Nemowytschi              | Немовичі           | Немовичи (Nemowitschi)                      | Niemowicze                             | Nemowytschi          |
| Obirky                   | Обірки             | Обирки (Obirki)                             | -                                      | Ljuchtscha           |
| Odrynky                  | Одринки            | Одрынки (Odrynki)                           | -                                      | Korost               |
| Oleksijiwka              | Олексіївка         | Алексеевка (Alexejewka)                     | Oleksówka, Aleksiejówka                | Wyry                 |
| Orliwka                  | Орлівка            | Орловка (Orlowka)                           | Orłówka                                | Kostjantyniwka       |
| Pidhirnyk                | Підгірник          | Подгорняк (Podgornjak)                      | Podhurnik                              | Kusmiwka             |
| Poljana                  | Поляна             | Поляна                                      | Polana, Polany                         | Krytschylsk          |
| Puhatsch                 | Пугач              | Пугач (Pugatsch)                            | Puhacz                                 | Klessiw              |
| Remtschyzi               | Ремчиці            | Ремчицы (Remtschizy)                        | Remczyce                               | Remtschyzi           |
| Rudnja-Karpyliwska       | Рудня-Карпилівська | Рудня-Карпиловская (Rudnja-Karpilowskaja)   | Karpiłowska Rudnia, Rudnia Karpiłowska | Klessiw              |
| Sariwja                  | Зарів'я            | Заровье (Sarowje)                           | -                                      | Tschudel             |
| Selyschtsche             | Селище             | Селище (Selischtsche)                       | Siedliszcz Małe                        | Selyschtsche         |
| Snossytschi              | Зносичі            | Зносичи (Snossitschi)                       | Znosicze                               | Nemowytschi          |
| Strilsk                  | Стрільськ          | Стрельск (Strelsk)                          | Strzelsk                               | Strilsk              |
| Triskyni                 | Тріскині           | Трискини (Triskini)                         | Tryskinie                              | Remtschyzi           |
| Trudy                    | Труди              | Труды                                       | Trudy                                  | Stepan               |
| Tschabel                 | Чабель             | Чабель                                      | Czabel                                 | Selyschtsche         |
| Tschudel                 | Чудель             | Чудель                                      | Czudel                                 | Tschudel             |
| Tutowytschi              | Тутовичі           | Тутовичи (Tutowitschi)                      | Tutowicze                              | Tutowytschi          |
| Tynne                    | Тинне              | Тынное (Tynnoje)                            | Tynne                                  | Nemowytschi          |
| Uberesch                 | Убереж             | Убереж                                      | Ubereż                                 | Krytschylsk          |
| Uhly                     | Угли               | Углы (Ugly)                                 | Uhły                                   | Krytschylsk          |
| Welyke Werbtsche         | Велике Вербче      | Великое Вербче (Welikoje Werbtsche)         | Werbcze Wielkie                        | Welyke Werbtsche     |
| Woloscha                 | Волоша             | Волоша                                      | Wołszowa, Wołosza                      | Kusmiwka             |
| Wyrka                    | Вирка              | Вырка                                       | Wyrka                                  | Welyke Werbtsche     |
| Wyry                     | Вири               | Виры (Wiry)                                 | Wiry                                   | Wyry                 |
| Wyssowe                  | Висове             | Высово (Wyssowo)                            | -                                      | Tutowytschi          |
| Zepzewytschi             | Цепцевичі          | Цепцевичи (Zepzewitschi)                    | Cepcewicze Małe                        | Tutowytschi          |
| Siedlungen               |                    |                                             |                                        |                      |
| Nemowytschi              | Немовичі           | Немовичи (Nemowitschi)                      | Stacja Niemowicze                      | Nemowytschi          |
| Straschewe               | Страшеве           | Страшево (Straschewo)                       | Straszów                               | Klessiw              |
| Tschemerne               | Чемерне            | Чемерное (Tschemernoje)                     | Czemerne                               | Tutowytschi          |